# Néstor Moiraghi
Néstor Emanuel Moiraghi Cáceres (Cipolletti, Provincia de Río Negro, Argentina; 19 de abril de 1985) es un futbolista argentino. Juega como defensa central y su equipo actual es San Luis de Quillota de la Primera B de Chile.

## Estadísticas

### Clubes
- Actualizado hasta el 2 de octubre de 2022.

| Lanús Argentina | 1.ª                 | 2003-04             | 1   | 0  | -  | - | - | - | 1   | 0  | 0,00 |
| Lanús Argentina | 1.ª                 | 2006-07             | 3   | 0  | -  | - | - | - | 3   | 0  | 0,00 |
| Lanús Argentina | Total club          | Total club          | 4   | 0  | -  | - | - | - | 4   | 0  | 0,00 |
| Italmaracaibo · Venezuela | 1.ª                 | 2004-05             | 11  | 0  | -  | - | - | - | 11  | 0  | 0,00 |
| Italmaracaibo · Venezuela | Total club          | Total club          | 11  | 0  | -  | - | - | - | 11  | 0  | 0,00 |
| Dinamo Tirana · Albania | 1.ª                 | 2005-06             | 14  | 0  | 0  | 0 | - | - | 14  | 0  | 0,00 |
| Dinamo Tirana · Albania | Total club          | Total club          | 14  | 0  | 0  | 0 | - | - | 14  | 0  | 0,00 |
| Douglas Haig Argentina | 4.ª                 | 2007-08             | 15  | 0  | -  | - | - | - | 15  | 0  | 0,00 |
| Douglas Haig Argentina | Total club          | Total club          | 15  | 0  | -  | - | - | - | 15  | 0  | 0,00 |
| Temperley Argentina | 3.ª                 | 2008-09             | 38  | 2  | -  | - | - | - | 38  | 2  | 0,05 |
| Temperley Argentina | Total club          | Total club          | 38  | 2  | -  | - | - | - | 38  | 2  | 0,05 |
| Rampla Juniors · Uruguay | 1.ª                 | 2009-10             | 26  | 0  | -  | - | - | - | 26  | 0  | 0,00 |
| Rampla Juniors · Uruguay | 1.ª                 | 2010-11             | 12  | 3  | -  | - | - | - | 12  | 3  | 0,25 |
| Rampla Juniors · Uruguay | Total club          | Total club          | 38  | 3  | -  | - | - | - | 38  | 3  | 0,07 |
| Defensor Sporting · Uruguay | 1.ª                 | 2010-11             | 16  | 0  | -  | - | - | - | 16  | 0  | 0,00 |
| Defensor Sporting · Uruguay | 1.ª                 | 2011-12             | 29  | 1  | -  | - | 6 | 0 | 35  | 1  | 0,02 |
| Defensor Sporting · Uruguay | Total club          | Total club          | 45  | 1  | -  | - | 6 | 0 | 51  | 1  | 0,01 |
| Olimpo Argentina | 2.ª                 | 2012-13             | 33  | 1  | 1  | 0 | - | - | 34  | 1  | 0,02 |
| Olimpo Argentina | 1.ª                 | 2013-14             | 35  | 0  | 0  | 0 | - | - | 35  | 0  | 0,00 |
| Olimpo Argentina | 1.ª                 | 2014                | 17  | 1  | 1  | 0 | - | - | 18  | 1  | 0,05 |
| Olimpo Argentina | 1.ª                 | 2015                | 28  | 0  | 1  | 0 | - | - | 29  | 0  | 0,00 |
| Olimpo Argentina | 1.ª                 | 2016                | 15  | 1  | 1  | 0 | - | - | 16  | 1  | 0,06 |
| Olimpo Argentina | Total club          | Total club          | 128 | 3  | 4  | 0 | - | - | 132 | 3  | 0,02 |
| Newell's Old Boys Argentina | 1.ª                 | 2016-17             | 28  | 0  | 1  | 0 | - | - | 29  | 0  | 0,00 |
| Newell's Old Boys Argentina | Total club          | Total club          | 28  | 0  | 1  | 0 | - | - | 29  | 0  | 0,00 |
| Deportivo Cali · Colombia | 1.ª                 | F-2017              | 15  | 1  | 5  | 0 | 1 | 0 | 21  | 1  | 0,04 |
| Deportivo Cali · Colombia | 1.ª                 | A-2018              | 6   | 0  | 0  | 0 | 0 | 0 | 6   | 0  | 0,00 |
| Deportivo Cali · Colombia | Total club          | Total club          | 21  | 1  | 5  | 0 | 1 | 0 | 27  | 1  | 0,03 |
| Tigre Argentina | 1.ª                 | 2018-19             | 19  | 0  | 8  | 0 | - | - | 27  | 0  | 0,00 |
| Tigre Argentina | 2.ª                 | 2019-20             | 11  | 0  | 1  | 0 | 1 | 0 | 13  | 0  | 0,00 |
| Tigre Argentina | 2.ª                 | 2020                | 7   | 0  | 0  | 0 | - | - | 7   | 0  | 0,00 |
| Tigre Argentina | Total club          | Total club          | 37  | 0  | 9  | 0 | 1 | 0 | 47  | 0  | 0,00 |
| San Luis de Quillota · Chile | 2.ª                 | 2021                | 30  | 2  | 0  | 0 | - | - | 30  | 2  | 0,06 |
| San Luis de Quillota · Chile | Total club          | Total club          | 30  | 2  | 0  | 0 | - | - | 30  | 2  | 0,06 |
| Agropecuario Argentina | 2.ª                 | 2022                | 30  | 1  | 3  | 0 | - | - | 33  | 1  | 0,03 |
| Agropecuario Argentina | Total club          | Total club          | 30  | 1  | 3  | 0 | - | - | 33  | 1  | 0,03 |
| Total en su carrera | Total en su carrera | Total en su carrera | 439 | 13 | 22 | 0 | 8 | 0 | 469 | 13 | 0,02 |
| (1) Las copas nacionales se refiere a la Copa de Albania, a la Copa Argentina, a la Copa Colombia, a la Copa de la Superliga Argentina, al Trofeo de Campeones de la Superliga Argentina y a la Copa Chile. (2) Las copas internacionales se refiere a la Copa Libertadores y a la Copa Sudamericana. (3) Media de goles por encuentro. No incluye goles en partidos amistosos. |                     |                     |     |    |    |   |   |   |     |    |      |

## Palmarés

### Títulos nacionales
| Título           | Club              | País      | Año    |
| ---------------- | ----------------- | --------- | ------ |
| Primera División | Lanús             | Argentina | A-2007 |
| Torneo Clausura  | Defensor Sporting | Uruguay   | 2012   |
| Copa Superliga   | Argentina         | Tigre     | 2019   |

### Distinciones individuales
| Distinción                                       | Año     |
| ------------------------------------------------ | ------- |
| Mejor Defensor de la Primera División de Uruguay | 2011-12 |